# Атака на демонстрацию хазарейцев в Кабуле (2016)
Атака на демонстрацию хазарейцев в Кабуле (2016) — террористический акт 23 июля 2016 года. В результате двойного взрыва, произошедшего в квартале Дех Мазанг в Кабуле, Афганистан в ходе мирной демонстрации погибло по меньшей мере 80 человек и 231 получили ранения. Ответственность за теракт взяло на себя движение Исламское государство (ИГ), позже отказавшееся от данного заявления. Теракт стал самым массовым с 2001 года.

## Предпосылки
Хазарейцы — третья (по другим данным четвёртая) по численности этническая группа Афганистана, в основном мусульмане-шииты, составляют около 10 % населения. Часто подвергаются дискриминации со стороны сунитского большининства.

Линия электропередачи, призванная обеспечить электричеством регионы Афганистана и финансируемая Всемирным банком, должна была протянуться по маршруту «Туркменистан-Узбекистан-Таджикистан-Афганистан-Пакистан» через перевал Саланг и обходил стороной наиболее слаборазвитые районы Хазареджата.

В мае 2016 года хазарейские активисты создали координационную группу «Движение просвещения» (Дари) и выступили против решения правительства. Начиная с 16 мая 2016 года в Кабуле и других районах Афганистана прошли марши хазарейцев. Диалог правительства с протестующими не принёс результата. В итоге, 23 июля 2016 года произошла многочисленная мирная демонстрация. Шествие началось на западе Кабула около в 07:00 и завершалось на площади Дех Мазанг. Путь протестующим преградила грузовая техника и установленные транспортные контейнеры. Митингующими было принято решение разбить палаточный городок у стен правительственных зданий.

Представители правительства предупредили организаторов протеста об угрозе теракта.

## Теракт
В 14:30 двое боевиков-смертников ИГ подорвали на себе взрывчатку в толпе протестующих. Взрывное устройство у одного из них не сработало. Третий террорист был ликвидирован силами безопасности, не сумев привести в действие взрывное устройство. По утверждению организаторов протеста — лидеров движения «Роушнаи», подстрекателем к теракту было руководство страны в лице президента Ашрафа Гани.

## Последствия
24 июля 2016 в Афганистане был объявлен день национального траура. В память о жертвах площадь Дех Мазанг была переименована в «Площадь мучеников просвещения».

Генеральный секретарь ООН Пан Ги Мун и глава Миссии ООН по содействию Афганистану (МООНСА) Тадамичи Ямамото резко осудили теракт в отношении мирной демонстрации в Кабуле, назвав его «подлым преступлением».

Председатель 70-й сессии Генеральной Ассамблеи ООН Могенс Люккетофт назвал жестокое убийство последствием гражданской войны и экстремизма.